# Фёдоров, Николай Николаевич (чекист)
Никола́й Никола́евич Фёдоров (1900, Томск — 4 февраля 1940, Москва) — сотрудник ВЧК-ОГПУ-НКВД, комбриг (17.11.1937). Депутат Верховного Совета СССР 1-го созыва. Входил в состав особой тройки НКВД СССР.

## Биография
Родился в Томске в семье рабочего-машиниста. Окончил церковно-приходскую школу (1911) и 1 класс 4-классного городского училища (Канск, 1912). В 1915—1917 гг. в русской армии. Член РКП(б) с 1918 г. В 1919—1925 гг. в РККА. В 1925—1926 гг. на учёбе в Высшей военно-педагогической школе РККА.

## ВЧК-ОГПУ-НКВД
В 1926—1927 гг. и. о. помощника инспектора Управления пограничной охраны (УПО) и войск ГПУ Полномочного представительства ОГПУ по Средней Азии, военком школы младшего комсостава при УПО и войск ГПУ Полномочного представительства ОГПУ по Средней Азии, и. о. уполномоченного УПО и войск ГПУ Полномочного представительства ОГПУ по Средней Азии.
В 1927—1930 гг. помощник коменданта Отдельной погранкомендатуры ОГПУ по Секретно-оперативной части (г. Каракал), комендант Отдельной погранкомендатуры ОГПУ (г. Ош), заместитель начальника Ошского окротдела ГПУ.
В 1930—1933 гг. начальник оперативного отделения УПО и войск ГПУ Полномочного представительства ОГПУ по Средней Азии, начальник 3-го отделения 1-го отдела УПО и войск ГПУ Полномочного представительства ОГПУ по Средней Азии, начальник оперативного отделения УПО и войск ГПУ Полномочного представительства ОГПУ по Казахстану.
В 1933—1937 гг. начальник 49-го погранотряда ОГПУ, начальник 50-го погранотряда ОГПУ—НКВД, начальник 6-го Ораниенбаумского погранотряда НКВД.
Дальнейшей успешной карьерой в НКВД, видимо, был обязан М. П. Фриновскому, начальнику погранвойск, с апреля 1937 года — первому заместителю наркома Ежова.
С июля 1937 г. начальник УНКВД Одесской области. Этот период отмечен вхождением в состав особой тройки, созданной по приказу НКВД СССР от 30.07.1937 № 00447 и активным участием в сталинских репрессиях.
В феврале-марте 1938 г. начальник УНКВД Киевской области.
В марте-мае 1938 г. начальник 4-го отдела 2-го управления (Управления особых отделов) НКВД СССР. Затем заместитель начальника, начальник 2-го управления НКВД СССР. С 29 сентября 1938 г., после реорганизации НКВД, — начальник 4-го (особого) отдела ГУГБ НКВД СССР.

## Участие в большом терроре
Организатор репрессий в Одесской области в период большого террора. Инициатор увеличения лимитов по числу репрессированных. Лично ходатайствовал непосредственно перед Ежовым об увеличении лимита по первой категории (расстрел) до 3000 человек, а также о продлении операции до 15 апреля 1938 года.

## Арест и казнь
Арестован 20 ноября 1938 года. Обвинён в участии в антисоветском заговоре в РККА. Осуждён 3 февраля 1940 года Военной коллегией Верховного суда СССР. Приговорён к высшей мере наказания. Казнён 4 февраля 1940 г. Не реабилитирован (за активное участие в сталинских репрессиях).

## Звания
- полковник (03.04.1936),
- комбриг (17.11.1937).

## Награды
- орден Ленина от 19 декабря 1937;
- орден Красного Знамени № 267 от 17 ноября 1934;
- орден Трудового Красного Знамени Узбекской ССР;
- медаль «XX лет РККА» от 22 февраля 1938;
- Знак «Почётный работник ВЧК—ГПУ (XV)» № 833 от декабря 1933.

Лишён всех наград в соответствии с приговором.